# Aquilino Cayuela
Aquilino Cayuela Cayuela (Totana, 19 de enero de 1967) es un escritor, articulista y académico español, especializado en filosofía moral, política, bioética y teología. Fue galardonado con el Premio de Narrativa Vicente Blasco Ibáñez en el año 2008, en la XXVI edición de los premios literarios Ciutat de València por su obra El hombre de arena. Desde el año 2021 también es columnista sobre asuntos de relaciones internacionales y política exterior en el gran periódico digital El Debate.

## Biografía
Cayuela nació en Totana, un municipio de la región de Murcia, en España, en el año 1967.
Realizó estudios de Filosofía en Murcia, Salamanca y Valencia. Se licenció en Estudios Eclesiásticos en la Facultad de Teología San Vicente Ferrer en el año 1993. Más tarde se licenció en Sagrada Teología en la Pontificia Universidad Lateranense de Roma, especializándose en Teología Moral, matrimonio y familia. Allí se formó con profesores como Carlo Caffarra (Card., 1938-2017) o Angelo Scola (Card., 1941) o Stanislaw Grygiel (1934-2023). 
Sus primeros pasos en la enseñanza los realizó como profesor de Enseñanza Secundaria en Institutos de la Comunidad Valencia y como profesor de filosofía en el Instituto Superior de Ciencias Religiosas a Distancia “San Agustín”, de la Universidad Pontificia de Comillas, con sede de Valencia (1999-2003). En 2001, comenzó como profesor adjunto para ética y antropología del Pontificio Instituto Juan Pablo II, sección española, de la Pontificia Universidad Lateranense en Valencia.
Tras su formación pre-doctoral, en octubre de 2002, se doctoró en Filosofía y Ciencias de la Educación, con especialidad en filosofía moral y política, en la Universidad de Valencia.
Se ha especializado en distintos cursos de Filosofía y Ciencias Sociales: en el "Interactive - Learning Course Social Sciences and Humanities",  de Harvard University – LASPAU, (2005). También, bajo la dirección del Prof. Robert P. George (Georgetown University, USA): "Natural Law, Positive Law and Morality" (2004);  bajo la dirección del Prof. Michael J. Sandel (Harvard University, USA):"Bioethics and Justice" (2010);  bajo la dirección del Prof. Tzvetan Todorov (CNRS, París -Francia- y Premio Príncipe de Asturias en Ciencias Sociales 2008): 
"La Ilustración entre pasado y presente" (2011).
En 2002 comenzó como Profesor Titular en el Instituto de Humanidades de la Universidad CEU Cardenal Herrera y desde 2010 ese año hasta el 2012 fue Profesor Titular de Filosofía Moral y Política Universidad CEU Cardenal Herrera.
En agosto de 2012 se trasladó a vivir en Berlín (Alemania) con su familia, a petición del Papa Benedicto XVI, como docente universitario de filosofía y teología, en el Instituto Afiliado de la Pontificiia Universidad Gregoriana, para llevar los estudios filosóficos del Seminario Diocesano "Redemptoris Mater" de Berlín. En este tiempo, en Alemania, ha desarrollado una estancia de investigación (2020-2022) en el "Institut für Philosophie, Literatur, Wissenschafts un Technikgeschichte" de la Universidad Técnica de Berlín (TU) con resultados excelentes.  
Nombrado Catedrático de Filosofía Moral y Política el 9 de agosto de 2018, festividad de Santa Edith Stein, en el Instituto Afiliado de Filosofía de la Pontificia Universidad Gregoriana y en el "STUDIUM" filosófico y teológico del "Erzbistums Belin", donde también ha sido prefecto académico del Seminario Diocesano de Berlín. 
En el año 2020 el Instituto CEU de Humanidades Ángel Ayala, de la Fundación Universitaria San Pablo CEU, en Madrid, lo nombra profesor visitante. 
Desde el 1 de septiembre de 2022 se ha incorporado como Catedrático de filosofía moral y política, en Barcelona, en la Universidad Abat Oliba CEU.

## Obra

### Libros completos y monografías
- Cayuela, A., Carmen Hernández. Notas biográficas, BAC, Madrid, 2021, (ISBN 978-84-220-2203-9 / ISBN 978-84-220-2204-6).
- Cayuela, A.; Vara, J; Rus, S.; Arjomandi, A.., El curso de la historia. Claves de Razón histórico-política, Erasmus Ediciones / El Cobre, Barcelona, 2011. (ISBN 978-84-92806-69-0)
- Cayuela, A., ¿Providencia o destino? Ética y razón universal en Tomás de Aquino, Erasmus Ediciones / El Cobre, Barcelona, 2008. (ISBN 978-84-934552-9-3)
- Cayuela, A. (Ed.); Casimiro, C.; Oriol, M.; Anrubia, E.; Pérez del Valle, C.; Bonete; E., Path-ética. Paradoja del humano existir, Marova – Ediciones Encuentro, Madrid, 2007. (ISBN 978-84-269-0464-5).
- Cayuela, A. (Ed.), Bellver, V.; Casimiro, C.; Pérez del Valle, C.; Vara, J., Argumentos Bioéticos, Marova - Ediciones Encuentro, Madrid, 2006. (ISBN 84-269- 0463-8).
- Cayuela, A, Ética y razón Universal en el pensamiento de Santo Tomás de Aquino, Ediciones de la Universidad de Valencia, Valencia, 2003. (ISBN 84-370-5641-19)
- Cayuela, A. La Providencia en el pensamiento de Santo Tomás de Aquino. Su estudio en la Sumas, Siquem – Pontificio Instituto Juan Pablo II, Valencia, 2000. (ISBN 84-95385-16-3)
- Cayuela, A., El hombre de Arena, Alrevés Editorial, Barcelona, 2010 (Premio de Internacional de Narrativa en Castellano Ciudad de Valencia “Vicente Blasco Ibáñez”)

### Libros como editor y autor
- Cayuela, A., (Ed.), Vulnerables: pensar la fragilidad humana, Ediciones Encuentro, Madrid, 2005. (ISBN 84-7490-426-9)
- Cayuela, A.; Vara, J.; Romero, F. J.; Villar, V., (Eds.), Ética, bioética y desarrollo. El hombre como ser dependiente, COMARES, Granada, 2004. (ISBN 84-8444-906).

### Capítulos de libros
- Cayuela, A., Vulnerable: To Be Between Life and Death, in A. Masferrer, E. García-Sánchez (eds.), Human Dignity of the Vulnerable in the Age of Rights, Ius Gentium: Comparative Perspectives on Law and Justice 55, Springer International Publishing Switzerland, 2016, S. 63-79 (DOI 10.1007/978-3-319-32693-1_4).
- Cayuela, A., La condición vulnerable del ser humano: Presupuestos para una ética de la fragilidad humana, en Bellver Capella, V., (ed.), Bioética y cuidados de enfermería, V. I, Consejo de Enfermería de la Comunidad Valenciana (CECOVA), Valencia, 2013, pp. 39-55, (ISBN.: 84-695-9470-2).
- Cayuela, A., Mujer, justicia social y conciliación, en Abril Stoffels, R. (coord.), Conciliación hoy, CEU Ediciones, Madrid, 2012, pp. 17-29 (ISBN 978-84-15382-37-9).
- Cayuela, A., En la Iglesia del Palacio de Wittemberg. El análisis político en Lutero, pp. 231-240, en VV. AA., Historia del Análisis Político, Tecnos, Madrid, 2011. (ISBN 978-84309-5270-0).
- Cayuela, A., La configuración de la vida familiar y la maternidad en la cultura de la modernidad, en VV. AA., Políticas Públicas de Atención social a la maternidad. Una visión Transversal, Tirant lo Blanch, Valencia, 2011, pp.11-30 (ISBN 978-84-9004-261-8).
- Cayuela, A., Reconducir una época: Una clasificación ontológica de las concepciones bioéticas, en E. Molina – T. Trigo (eds.), Matrimonio, Familia y Vida, EUNSA, Pamplona, 2011, pp. 483-492 (ISBN 978-84-313-2777-4).
- Cayuela, A., Más de una generación perdida: la cultura actual en España y la prevención de las drogodependencias, pp.183-193, en VV. AA., Campañas y comunicación institucional para la prevención de la drogadicción, Erasmus Ediciones / El Cobre, Barcelona, 2010 (ISBN 978-84-936972-7-3).
- Cayuela, A., El dolor y la muerte en el Romanticismo Alemán: El grito de dolor de Laoconte, pp. 23-35, en VV. AA., Filosofías del dolor y la muerte, COMARES, Granada, 2007. (ISBN 978-849836-292-3).
- Cayuela, A., La corporalidad humana y la Bioética, pp. 71 - 87, en Tomás y Garrido, G.; Postigo, E., (Eds.), VV.AA., Bioética Personalista: Ciencia y Controversias, EIUNSA (Ediciones Internacionales Universitarias, Madrid, 2007. (ISBN 978-84-8469-196-9).
- Cayuela, A., Tres bienes privados: amor, familia y religión en la configuración del “ethos” de la modernidad, pp. 111-127, en VV. AA. Vida Pública. Vida Privada, EDICEP, Valencia, 2006. (ISBN 84-7050-869-5).

### Diccionarios y artículos didácticos
- Cayuela, A., Voz: Sexualidad, en Simón Vázquez, C., (Dir.), Diccionario de Bioética, Monte Carmelo, Burgos, 2006, Anexo, pp. 7-15, (ISBN 84-8353-007-4).
- Cayuela, A., Voces: Vulnerabilidad (pp. 330-332), Teleología 307-308, Matrimonio (pp. 221-222), Justicia (pp. 201-202), Intimidad (pp. 197-198), Individualismo (pp. 188-190, en Diccionario de Bioética para Estudiantes, Formación Alcalá, Alcalá la Real, Jaén, (ISBN 978-84-96804)
- Cayuela, A. Ecología solidaria, pp. 305-312, en Azaustre, M. C., (coord.), en Diálogos educativo en el mundo contemporáneo. Educación y Medio Ambiente, Fundación San Pablo Andalucía CEU, Sevilla, 2010. (ISBN 978-84-935920-2-8)

### Artículos en revista
- Cayuela, A., El «mal ideológico»: descripción y crítica de una política contraria a la naturaleza humana (The «evil ideology» description and critique of a policy against human nature), en Cuadernos de Bioética nº 77, vol. XXIII, Murcia, 1ª/2012, pp. 71-82. (ISSN: 1132-1989)
- Cayuela, A., La tarea del filósofo en el ámbito bioético, Cuadernos de Bioética, nº 56, vol. XVI, 1ª/2005, Murcia, 2005, pp. 11-21. (ISSN: 1132-1989)
- Cayuela, A., El bien en el pensamiento de Ch. Taylor, en La Ciudad de Dios, Vol. CCXVIII, Nº 2, San Lorenzo del Escorial (Madrid), 2005, pp. 421-442, (ISSN: 009 – 7756).
- Cayuela, A., Providencia y Logos: La providencia como problema filosófico, en ESPÍRITU. Cuadernos del Instituto Filosófico de Balmesiana, Vol. LIII, Nº129, Barcelona, 2004, pp. 61-75. (ISSN: 0014-0716)
- Cayuela, A., Felicidad y Providencia: El horizonte de la fundamentación moral en el libro III de la Suma Contra Gentiles de Tomás de Aquino, en STUDIUM, Vol. XLIV, Fasc. 2, Madrid,2004, pp. 221-236. (ISSN: 0585-766X)

## Premios
- 2006-2009  Premios extraordinarios de la Universidad de Valencia. Concedidos por la Generalitat de Cataluña y el Consorcio de Bibliotecas Catalanas, en los cursos 2008-2009; 2007-2008; 2006-2007 y 2005-2006, por haber sido su Tesis doctoral: "Ética y Razón Universal en el pensamiento de Sto. Tomás de Aquino" la tesis doctoral más consultada en la Red TDX/TDR.
- 2008 Premio Internacional Ciudad de Valencia “Vicente Blasco Ibáñez” de Narrativa en Castellano 2008, XXVI Edición, por su novela: "El hombre de arena".
- 2009, Premio "Ángel Herrera" a la Mejor labor de Investigación en Humanidades 2009, que concede la Fundación Universitaria San Pablo CEU, por su coordinación y obra “Path-Ética. Paradoja de Humano existir”, Marova, Madrid, 2008.
- 2012, Premio "Ángel Herrera" Ex Aequo a la Mejor labor de Investigación en Ciencias Sociales 2011, de la Fundación Universitaria San Pablo CEU, por el trabajo en Equipo con la Dra. Ruth Abril sobre Políticas Públicas y Maternidad
- 2012, Premio "Ángel Herrera" a la Mejor labor de Investigación en Ciencias Sociales 2011, por los resultados de la obra colectiva Historia del Análisis Político, Tecnos, Madrid, 2011.
- 2013, Premio Ángel Herrera Ex Aequo a la Mejor labor de Investigación en Ciencias Sociales 2012, de la Fundación Universitaria San Pablo CEU, por el trabajo en Equipo con la Dra. Ruth Abril Políticas Públicas y Conciliación Familiar.